# 레나드 시플릿
레나드 조지 시플릿(Leonard George Siffleet, 1916년 1월 14일 ~ 1943년 1월 24일)은 은 제2차 세계대전 당시 오스트레일리아 특공대에 소속되었던 군인으로, 뉴사우스웨일스 주의 구네다에서 출생하였다. 시플릿은 1941년 오스트레일리아군에 자원하였고, 1943년 중사로 진급하였으며, 특공대원으로 선발되었다. 그는 1943년 두 명의 암본인 동료들과 함께 파푸아뉴기니의 파르티잔 부족민들에게 생포되어 일본군에게 넘겨졌고, 고문과 심문을 받은 뒤 참수되었다.